# Carry on Your Youth
『Carry on Your Youth』（キャリーオンユアユース）は、delofamiliaの5枚目のオリジナルアルバム。2014年6月11日にリリース。

## 解説
- 廣山直人、Riefuによるプロジェクトであるdelofamiliaの5枚目のアルバム。
- 6月22日から全国5ヵ所でトリオ編成によるプライベイトなツアーを開催、9月に5thアルバムを引っ提げたツアーを行った。

## 収録曲
1. ROLL
2. Brigitte
3. Because Of Animals
4. hope-lab
5. Your Youth
6. WOW
7. Only One Thing
8. Close Enouth
9. Hog_T W O S